# Lorena del Castillo
Lorena del Castillo (nascida como Lorena del Castillo Campoy em 14 de julho de 1988, em Zapopan, Jalisco, México) é uma atriz mexicana  e modelo.

## Biografia
Lorena del Castillo antes de iniciar sua carreira como atriz, participou de um concurso de Nuestra Belleza Jalisco, na edição realizada em 2007, representando sua cidade natal, Zapopan.
Lorena é uma pós-graduação do Instituto de Ciencias de Guadalajara e a CEA de Televisa. Mais tarde, ela incentivou seus estudos em várias oficinas de atuação, destacando-se a do professor Fernando Piernas. Ela estudou um filme, claro, para a compreensão dos bastidores de arte e vários cursos de roteiro.
A sua carreira tem sido desenvolvida principalmente no teatro. Seu primeiro trabalho profissional foi para a UNAM, na peça "La tempestad" dirigido por Ignacio López Tarso em Juan Ruiz de Alarcón e tem participado em diversas montagens teatrais. Um dos mais emblemáticos (por ser a primeira vez que o CEA ganhou o prêmio foi na peça "Palomita POP, apuntes sobre la inmadurez", vencedora do "Festival Internacional de teatro de UNAM." Na novela também tem participado, destacando-se entre eles o seu papel de Ileana Sodi no Amor bravío. E sua maior oportunidade em El Señor de los Cielos como Evelyn Garcia.
Seu trabalho se estende também para o cinema, fez cerca de quinze independente de curtas-metragens.

## Filmografia

### Filmes
| Ano  | Titulo               | Personagem  |
| ---- | -------------------- | ----------- |
| 2008 | Romeo y Lorenza      | Brigida     |
| 2012 | La mala luz          | Store Clerk |
| 2014 | Rosaura              | Rosaura     |
| 2014 | Erase una vez Emilia | Emilia      |
| 2015 | La otra Maria        | La Chiva    |
| 2015 | Solitude             | Lara        |
| 2015 | Bajo la misma piel   | Daniela     |
| 2017 | Desde el más alla    | Claudia     |
| 2017 | The Wild Dance       | Gaby        |
| 2017 | Domingo 7            | StarRole    |
| 2019 | Criaturas Ajenas     | Ana         |
| 2019 | Un tipo Violento     | Andrea      |
| TBD  | Yo Fausto            | Alexandra   |
| TBD  | Plan de vida 17      | Anapola     |

### Televisão
| Ano     | Titulo                              | Personagem            |                                                    |
| ------- | ----------------------------------- | --------------------- | -------------------------------------------------- |
| 2014    | La rosa de Guadalupe                | Martha                | La fuerza del pasado                               |
| 2011    | Ni contigo ni sin ti                | Recurring role        | Recurring role                                     |
| 2012    | Por ella soy Eva                    | Special participation | Special participation                              |
| 2012    | Amor bravío                         | Ileana Sodi           | Recurring role                                     |
| 2013    | Que pobres tan ricos                | Melina                | Recurring Role                                     |
| 2014    | Como dice el dicho                  | Clarabel              | Cuando la limosna es grande (Season 4, Episode 60) |
| 2015–17 | El Señor de los Cielos              | Oficial Evelyn Garcia | Recurring Role (Season 3, 4 & 5)                   |
| 2016    | Un dia cualquiera                   | Abril                 | Amantes (Episode 30)                               |
| 2016    | Hasta que te conocí                 | Leonor Berumen        | Special participation                              |
| 2016    | El Chema                            | Oficial Evelyn García | Special participation (Season 1, Episode 0, 3)     |
| 2018    | Jose Jose,el principe de la cancion | Laura                 | Special participation (Season 1, Episode10 )       |
| 2018    | Segun Bibi Tv Series                | Mami Maniqui          | Recurring Role                                     |
| 2018    | La bella y las Bestias              | Special Participation | Special Participation (Season 1 , Episode 60)      |
| 2019    | Doña Flor y sus dos maridos         | Malba                 | Special Participation                              |
| TBD     | Municipal MX                        | Police Officer        | Police Officer                                     |

### Teatro
| Ano  | Titulo                                    | Personagem   |
| ---- | ----------------------------------------- | ------------ |
| 2011 | La Tempestad                              | Miranda      |
| 2012 | Palomita Pop, apuntes sobre la inmediatez | TBU          |
| 2014 | Monólogo “María Woyzeck”                  | María        |
| 2015 | Sepia                                     | TBU          |
| 2015 | El laberinto                              | Ariadna      |
| 2016 | Maldito Amor                              | TBU          |
| 2016 | No apagues la luz                         | Laura        |
| 2016 | Limítrofe                                 | TBU          |
| 2016 | Juegos de Poder                           | Ida Horowicz |
| 2018 | Rotterdam                                 | Alice        |